# 马塞尔·盖乔夫
马塞尔·盖乔夫（捷克語：Marcel Gecov，1988年1月1日—）是一名捷克足球运动员，司职中场，现时效力于比利时足球甲级联赛球队KAA根特。

## 俱乐部生涯

### 早期生涯
盖乔夫6岁时加入捷克劲旅布拉格斯拉维亚少年队，并在各级别青年队接受专业足球训练。17岁进入斯拉维亚一线队，但并没有获得上场机会。2007年1月，盖乔夫被租借到捷克甲级联赛球队克拉德诺半年。3月，盖乔夫在克拉德诺和兹林的联赛中第一次在联赛中出场。他为克拉德诺出场17次，打进1球。2008年1月，盖乔夫转会加盟另一支捷克甲级球队利贝雷茨，他和球队签约3年半。

### 富勒姆
2011年7月20日，英超球队富勒姆宣布和盖乔夫签约两年，转会金额未透露。

### 根特
2012年7月23日，盖乔夫转会加盟比利时足球甲级联赛球队KAA根特。

## 国家队生涯
盖乔夫曾入选捷克各级国家青年足球队，他曾代表捷克U20参加2007年U20世界盃足球賽，出场6次，帮助捷克国青队获得亚军。2011年，他还代表捷克U21国家队参加2011年歐洲U-21足球錦標賽。
2011年8月10日，盖乔夫在捷克国家队0比3不敌挪威的国际友谊赛中第一次代表捷克成年国家队出场。